# Călțuna
Călțuna – wieś w Rumunii, w okręgu Buzău, w gminie Smeeni. W 2011 roku liczyła 565 mieszkańców.